# Église Notre-Dame de Noyant-et-Aconin
L'église Notre-Dame est une église située à Bernoy-le-Château dans la commune déléguée de Noyant-et-Aconin, en France.

## Localisation
L'église est située sur la commune de Bernoy-le-Château dans la commune déléguée de Noyant-et-Aconin, dans le département de l'Aisne.

## Historique
Le monument est classé au titre des monuments historiques en 1921.